# Acherontiella carusoi
Acherontiella carusoi is een springstaartensoort uit de familie van de Hypogastruridae. De wetenschappelijke naam van de soort is voor het eerst geldig gepubliceerd in 1978 door Dallai.